# PSS (권총)
PSS 무음 권총 또는 MSS "불"("Вул")은 밀봉 탄약 시스템으로 작동하는 소련의 무음 권총이다.

## 작동 방식

### 탄약

PSS의 작동 방식

PSS는 OTs-38 스테치킨 무음 리볼버에서도 사용되는 특별히 개발된 7.62×41 mm SP-4(СП-4) 축소 탄약을 사용한다.
탄약은 탄두 밑부분과 접촉하는 내부 피스톤을 추진하는 추진 장약을 포함한다.
발사 시, 피스톤은 총알을 총신 밖으로 추진하여 25m의 유효 사거리를 달성하기에 충분한 에너지를 제공한다.
이동이 끝나면 피스톤은 탄약통의 목 부분을 밀봉하여 소음, 연기, 폭발이 새어 나가지 않도록 한다.

### 작동
PSS는 반동 이용식으로 작동한다. 권총의 무음 작동 설계를 유지하기 위해 조용하게 작동하도록 설계된 슬라이드가 있다.
다른 면에서는 PSS는 일반적으로 기존의 관행을 따르지만, 슬라이드의 가이드 로드가 총신 위에 위치하며 권총 프레임의 가이드 레일 대신 사용된다는 점은 예외이다.
이 총은 내부 피스톤이 있는 특수 탄약을 사용한다. 측정 결과 122 dB의 소음 수준을 발생시키는 것으로 나타났다.

## 변형

### PSS-2
PSS-2 소음 권총은 러시아에서 개발되었다.
PSS-2는 오리지널 PSS를 기반으로 하지만 SR-1M 권총의 일부 기능과 일부 개선 사항을 통합했다.
이것은 SP-16 무음 7.62×43 mm 탄약을 발사하며, 오리지널 7.62×41 mm 탄약보다 강력하지만 호환되지 않는다.

## 도입
암살 및 정찰을 위해 1980년경 개발된 PSS는 1983년 KGB 스페츠나츠에 처음 지급되었다. 이 총은 TsNIITochMash의 특수 무기 주조 공장에서 생산되고 있다. PSS 권총은 일부 FSB 및 MVD 부대에서 여전히 사용되고 있다.
PSS-2는 2011년에 러시아 FSB 보안국에 채택되었다. PSS는 시리아 내전에서도 사용되었다.

## 사용국
- 조지아[7]
- 러시아
- 시리아

## 같이 보기
- MSP
- SP-4M
- 러시아 무기 목록
- NRS-2 스카우트 슈팅 나이프